# Station Poirier-Université
Station Poirier-Université is een spoorwegstation in de Franse gemeente Trith-Saint-Léger.